# Willi Döhler
Willi Döhler, auch Willy, (geboren 14. April 1905 in München; gestorben in 17. Oktober 1973 in München) war ein deutscher Maler, Zeichner und Holzschneider.

## Leben
Willi Döhler war ein Schüler von Karl Caspar an der Akademie der Bildenden Künste München. In der Zeit des Nationalsozialismus nach 1933 war Döhler relativ erfolgreich. Ab 1937 wurde er regelmäßig zu den Großen Deutschen Kunstausstellungen eingeladen. Anlässlich der Eröffnung der Reichsautobahn München–Salzburg 1939 erhielt er einen Auftrag für eine Holzschnittserie. Während des Zweiten Weltkriegs war er in eroberten Gebieten der Sowjetunion tätig und zeichnete und schnitt Ansichten.
Döhler illustrierte mehrere Polyglott Reiseführer über Ziele im Alpenraum.
Döhler ist auf dem Münchener Ostfriedhof beerdigt.

## Publikationen
- Alt-München im Holzschnitt. Hrsg. von Adolf Götz. München : Selbstverlag, 1967, 47 Seiten